# Communio (tijdschrift)
Communio (voluit Internationaal Katholiek Tijdschrift Communio) is een internationaal theologisch tijdschrift dat zich niet enkel tot theologen maar ook tot een breed lezerspubliek richt. Het werd in 1971 opgericht door onder anderen Joseph Ratzinger (de latere paus Benedictus XVI, die op dat ogenblik hoogleraar in Regensburg was), Hans Urs von Balthasar en Franz Greiner. De latere kardinalen Walter Kasper, Karl Lehmann en Leo Scheffczyk (†2005) waren van meet af aan betrokken bij de Duitse editie. Vrij spoedig ontstonden er ook een Italiaanse en een Franse uitgave van het tijdschrift, mede onder inspiratie van de latere kardinalen Jean Daniélou s.j. (†1974) en Henri de Lubac s.j. (†1991).
Het tijdschrift is ondertussen uitgegroeid tot een van de belangrijkste theologische tijdschriften binnen de Katholieke Kerk. Het tijdschrift wil een duidelijk ander geluid laten horen dan het meer hervormingsgezinde en door conservatieven als modernistisch betitelde tijdschrift Concilium, dat in 1965 was opgericht op initiatief van Hans Küng, Edward Schillebeeckx en Karl Rahner. Toch is Communio tegelijkertijd ook vernieuwings- en hervormingsgezind.
Zowel Communio en Concilium zijn opgericht door vertegenwoordigers van de Nouvelle Théologie (Moderne Theologie) die na het Tweede Vaticaans Concilie de Katholieke Kerk sterk beïnvloedde.
Communio verschijnt viermaal per jaar. Het internationale secretariaat van het tijdschrift bevindt zich in het Duitse Freiburg.
Het wordt in zeventien verschillende edities uitgegeven in de volgende landen: Argentinië, België/Nederland, Brazilië, Chili, Duitsland, Frankrijk, Hongarije, Italië, Kroatië, Oekraïne, Polen, Portugal, Slovenië, Spanje, Tsjechië en de Verenigde Staten. Rond een gemeenschappelijke kern van bijdragen, publiceren deze afzonderlijke redacties bijdragen die aansluiten bij het betreffende land of taalgebied.
De Nederlandstalige uitgave verscheen voor het eerst in 1976, onder impuls van de Vlaamse dominicaan Valentinus Walgrave o.p. (†1977) en stond lange tijd onder leiding van de Nederlandse Jezuïet Gerard Wilkens en Stefaan Van Calster (†2016). Van 2013 tot 2016 werd de hoofdredactie verzorgd door Stefaan Van Calster en Lambert Hendriks; van 2016 tot 2018 door Filip De Rycke. Vanaf de zomer van 2018 was Ben Hartmann hoofdredacteur. Sinds 2021 is Lambert Hendriks opnieuw hoofdredacteur.
Het tijdschrift behandelt onderwerpen als Europa en het christendom, het huwelijk, Zalig de Armen, het sektenverschijnsel, Veritatis Splendor, christelijke kunst, herbronning van de eredienst, de sociale leer van de Kerk, mensenrechten en islam en Christus en de godsdiensten.